# Certificat international de maîtrise en arabe
Pour les articles homonymes, voir CIMA.
Le Certificat International de Maîtrise en Arabe (CIMA), ou سمة en arabe (litt. : signe, visa, caractéristique, estampille...), est un test international de langue arabe créé par l'Institut du monde arabe.

## Historique
Le développement de CIMA a commencé le 14 décembre 2015 avec la signature d'un partenariat entre l'Institut du monde arabe et le Centre International d'Études Pédagogiques (CIEP) qui a apporté à l'Institut son expertise en matière d'évaluation linguistique.
Une session pilote a eu lieu en mai et juin 2018 dans 7 centres d'examen situés dans 7 pays.
CIMA a été lancé le 15 avril 2019,, en présence de la presse et des acteurs de la langue arabe.
La première session officielle a eu lieu en mai et juin 2019.

## Caractéristiques
CIMA évalue le niveau en arabe moderne standard selon le Cadre Européen Commun de Référence pour les Langues au travers de quatre compétences obligatoires :
- Compréhension orale
- Compréhension écrite
- Production écrite
- Production orale

CIMA s'adresse à toute personne de plus de 15 ans souhaitant évaluer son niveau en arabe moderne standard (arabe littéral).
L'examen dure environ 2 h 30.
CIMA est enregistré au Répertoire Spécifique de France Compétences sous le code RS5355

## Dates et lieux d'examen
Les 22 centres d'examen CIMA actuellement accrédités dans le monde proposent des sessions dans 15 pays différents.

## Comparaisons
CIMA met l'accent sur la communication avec un poids particulier accordé aux épreuves de production écrite et de production orale. Cette dernière épreuve est un entretien en tête à tête avec un examinateur.

## Résultats
Les résultats sont envoyés aux centres d'examen un mois après le test. Le certificat montre:
- Un résultat global sous forme de niveau du CECRL (A1, A2, B1, etc.),
- Un niveau du CECRL pour chaque compétence évaluée (Compréhension Orale, Écrite, Production Écrite et Orale).

Le certificat est valable pour 3 ans.